# Caprice Bourret

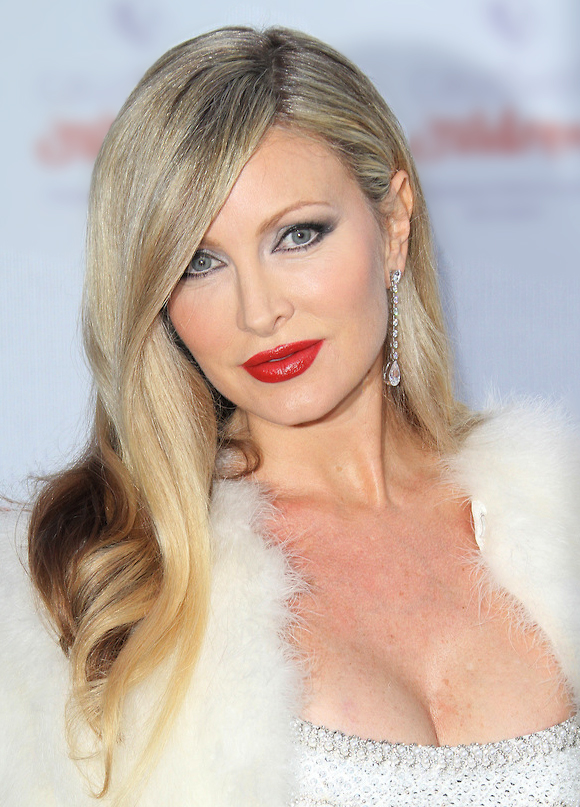
Caprice Bourret (2013)

Caprice Bourret (* 24. Oktober 1971 in Hacienda Heights) ist ein US-amerikanisches Fotomodell, Moderatorin und Schauspielerin.

## Leben
Ihre Eltern sind der Franko-Kanadier Dale Bourret und dessen amerikanische Ehefrau Valerie Bourret.
Sie begann ihre Karriere, als sie 1996 nach Großbritannien kam.
Caprice Bourret war bis heute auf über 300 Titelbildern verschiedener Zeitschriften zu sehen, darunter GQ, Cosmopolitan, Esquire, Vogue, Maxim und FHM. Im Mai 2000 ließ sie sich für den Playboy ablichten. Sie wurde zur GQ Magazine’s Woman of the Year gewählt. Die Auszeichnung der Maxim International Woman of the Year bekam Caprice dreimal in Folge.

## Filmografie
- 1997: Hospital! (Fernsehfilm)
- 1999: The Dream Team (Fernsehserie, fünf Folgen)
- 2001: Baywatch – Die Rettungsschwimmer von Malibu (Baywatch, Fernsehserie, Folge 11x14)
- 2001: Bubbles (Kurzfilm)
- 2002: Nailing Vienna
- 2003: Make My Day (Folge 2x01)
- 2003–2005: The Surreal Life (Fernsehserie, 15 Folgen)
- 2004: Hollyoaks: After Hours (Fernsehserie, zwei Folgen)
- 2004: Top Buzzer (Fernsehserie, Folge 1x02)
- 2005: Hollywood Flies
- 2005: Avid Merrion's XXXmas Special (Fernsehfilm)
- 2009: Once Upon a Time in Dublin
- 2010: The Pinocchio Effect
- 2010: Style Wars (Fernsehserie)
- 2012: Rally On (Fernsehserie, eine Folge)
- 2019: Christmas in the Highlands